# 朗特里鎮區 (伊利諾伊州蒙哥馬利縣)
朗特里鎮區（英語：Rountree Township）是位於美國伊利諾伊州蒙哥馬利縣的一個行政鎮區。

## 地方資料
根據2010年美國人口普查的數據，朗特里鎮區的面積為92.70平方千米，當中陸地面積為92.70平方千米，而水域面積為0.00平方千米。當地共有人口230人，而人口密度為每平方千米2.48人。